# جامعة الفضاء الدولية
جامعة الفضاء الدولية (بالإنجليزية: International Space University) هي جامعة، تأسست في 1986، في فرنسا.
يقع الحرم الجامعي المركزي لجامعة الفضاء الدولية والمقر الرئيسي العالمي في إلكيرش-جرافنشتادن بالقرب من ستراسبورغ، فرنسا. تأسست الجامعة على فلسفة "3-Is" التي توفر بيئة متعددة التخصصات والثقافات والدولية لتعليم وتدريب المتخصصين في الفضاء وطلاب الدراسات العليا. اعتبارًا من أبريل 2020، كان هناك أكثر من 5000 من خريجي جامعة الفضاء الدولية من 109 دولة. في نوفمبر 2017، استضافت جامعة الفضاء الدولية مؤتمرًا في ستراسبورغ أدى إلى تشكيل جمعية قرية القمر.  يضم أعضاء هيئة التدريس في الجامعة رواد فضاء وقادة وكالات فضاء ومهندسي فضاء وعلماء فضاء ومديرين وخبراء في قانون وسياسة الفضاء تضم مجموعة دولية من الخبراء في المجالات التقنية وغير الفنية المتعلقة بالفضاء.
رئيس جامعة الفضاء الدولية هو باسكال إهرنفريوند، رئيس المجلس التنفيذي لمركز الفضاء الألماني (DLR) ورئيس الاتحاد الدولي للملاحة الفضائية (IAF). وسبقها رائد فضاء أبولو باز ألدرين، الذي خلف مدير عام وكالة الفضاء الأوروبية آنذاك جان جاك دوردين ومؤلف الخيال العلمي الشهير آرثر سي كلارك، في عام 2004. الرئيس السادس لجامعة الفضاء الدولية هو خوان دي Dalmau الذي خلف البروفيسور والتر بيترز في سبتمبر 2018.

## تاريخ
في عام 1985، أنشأ ثلاثة من الشباب المتحمسين للفضاء مؤسسة جيل الفضاء، المكرسة لتعزيز الشعور بالهوية لأولئك الأشخاص الذين ولدوا منذ بداية عصر الفضاء. مؤسسو جامعة الفضاء الدولية هم بيتر ديامانديس، أحد مؤسسي SEDS وطبيب حاصل على ماجستير في هندسة الطيران من معهد ماساتشوستس للتكنولوجيا. تود هولي، خريج معهد سياسة الفضاء بجامعة جورج واشنطن؛ روبرت دي ريتشاردز، مهندس وعالم فيزياء، ومساعد سابق لعالم الفيزياء الفلكية المعروف كارل ساجان. ابتكر الرجال الثلاثة سلسلة من الأفكار الجديدة التي لقيت "جامعة الفضاء" استحسانًا استثنائيًا. نالت الفكرة دعم عدد من الشخصيات المهمة في مجال الفضاء، بما في ذلك البروفيسور يو. راو، رئيس منظمة أبحاث الفضاء الهندية؛ هاريسون شميت، رائد فضاء أبولو 17 وعضو مجلس الشيوخ السابق؛ بيرتون إديلسون، المدير المساعد لوكالة ناسا للفضاء والعلوم والتطبيقات؛ الدكتور جيرارد ك. أونيل من معهد دراسات الفضاء؛ رائد الفضاء البروفيسور هيرمان أوبيرث؛ وآرثر سي كلارك، الكاتب صاحب الرؤية، إلى جانب كثيرين آخرين.
تم تطوير هذه المبادرة بشكل أكبر كما تم تقديمها إلى اجتماع التقدم في علوم الملاحة الفضائية (AAS) المخصص لقرن الفضاء الحادي والعشرين في بولدر، كولورادو في عام 1986. في العام التالي، عقد المؤتمر التأسيسي لمدة ثلاثة أيام في معهد ماساتشوستس للتكنولوجيا (MIT) من 10 إلى 12 أبريل 1987. تم اختيار هذه التواريخ للاحتفال برحلة يوري جاجارين (12 أبريل 1961)، أول إنسان في الفضاء. توج المؤتمر التأسيسي بالتأسيس الرسمي لجامعة الفضاء الدولية، وأسسها كمنظمة تعليمية غير ربحية 501 (c) 3 في ولاية ماساتشوستس، الولايات المتحدة الأمريكية. عُقد أول برنامج للدورة الصيفية لجامعة الفضاء الدولية في معهد ماساتشوستس للتكنولوجيا في الفترة من 20 يونيو إلى 20 أغسطس 1988 بدعم من وكالات الفضاء الرئيسية. قدم إعلان مهم في مقال يرجع تاريخه إلى 5 يوليو / تموز 1988 في صحيفة كريستيان ساينس مونيتور المؤسسين الأربعة ومغامرتهم الجديدة والمثيرة. في لفتة احتفالية، قاد المؤسسون الأربعة المشاركون الدوليون الأوائل في الجلسة الصيفية في نزهة عبر نهر تشارلز من معهد ماساتشوستس للتكنولوجيا في كامبريدج إلى بوسطن. قام بات رولينغز بعمل العمل الفني للكتيب الأول ولا يزال قيد الاستخدام حتى اليوم. كانت المكاتب الأصلية لجامعة الفضاء الدولية الوليدة تقع في منزل ريفي فيكتوري يطل على ميدان كنمور الصاخب في بوسطن.
بعد منافسة دولية للمدينة المضيفة للحرم المركزي، انتقلت قاعدة جامعة الفضاء الدولية الرئيسية من ماساتشوستس إلى إلكيرش-جرافنشتادن في المجتمع الحضري لستراسبورغ، فرنسا، في عام 1994. جامعة الفضاء الدولية هي الآن جمعية غير ربحية مسجلة في الألزاس (فرنسا)، وما زالت مسجلة في الولايات المتحدة كمنظمة تعليمية غير ربحية 501 (c) 3. أعضاء إدارة الجامعة هم المنظمات الدولية والصناعات ووكالات الفضاء والمؤسسات الأكاديمية والأعضاء الأفراد.
اعترفت وزارة التعليم الفرنسية رسميًا جامعة الفضاء الدولية كمعهد للتعليم العالي في عام 2004 حصلت جامعة الفضاء الدولية على صفة مراقب دائم لدى لجنة الأمم المتحدة المعنية بالاستخدامات السلمية للفضاء الخارجي (COPUOS) التابعة لمكتب الأمم المتحدة للشؤون الخارجية. شؤون الفضاء منذ عام 1998. كما مُنحت جامعة الفضاء الدولية عضوية كاملة في منتدى وكالة الفضاء (SAF) في عام 1995. وهي عضو في الاتحاد الدولي للملاحة الفضائية (IAF) وقد دُعيت للمساهمة في عدد من الأنشطة الدولية بما في ذلك آسيا- منتدى وكالة الفضاء الإقليمي في المحيط الهادئ.

## حرم الجامعة
تطورت جامعة الفضاء الدولية في الأصل بطريقة لامركزية جغرافياً، حيث تُعقد دورات صيفية في بلد مختلف كل عام. في عام 1994، تم إنشاء الحرم الجامعي المركزي في ستراسبورغ، الألزاس، فرنسا، بسبب موقعه في وسط أوروبا وشخصيته الفريدة. خلال السنوات الأولى، أُقيمت فصول ماجستير العلوم في المدرسة الوطنية العليا للفيزياء في ستراسبورغ.
منذ عام 2002، أصبح للجامعة مبناها الخاص، وذلك بفضل دعم السلطات المحلية. يقع الحرم الجامعي المركزي الآن في جنوب ستراسبورغ، على بعد أقل من 30 دقيقة من وسط المدينة بواسطة وسائل النقل العام.

## التنظيم والإدارة
يشتمل الهيكل التنظيمي لجامعة الفضاء الدلوية على مجلس مستشارين يرأسه رئيس الجامعة ومجلس أمناء منتخبين من قبل الأعضاء الحاكمة للجامعة. يحدد مجلس الأمناء الأهداف العامة للجامعة، ويشرف على شؤون الجامعة ويعين رئيسها. يتم دعم الرئيس من قبل لجنة تنفيذية، وطاقم أكاديمي (يقوم بإعداد وتقديم برامج الجامعة) وموظف إداري (مسؤول عن التشغيل اليومي للمؤسسة). يقود الطاقم الأكاديمي العميد، الذي يدعمه الموظفون المسؤولون عن البرامج الأكاديمية في ISU (الماجستير و SSP) وخدمات المكتبة. المجلس الأكاديمي لجامعة الفضاء الدولية مسؤول عن ضمان الجودة الأكاديمية لأنشطة التدريس والبحث فيها. يضم أعضاء هيئة التدريس في الجامعةة عددًا من أعضاء هيئة التدريس المقيمين، بالإضافة إلى أعضاء هيئة التدريس والمحاضرين الآخرين حسب الحاجة للبرامج.